# قانون الأراضي الإنجليزية

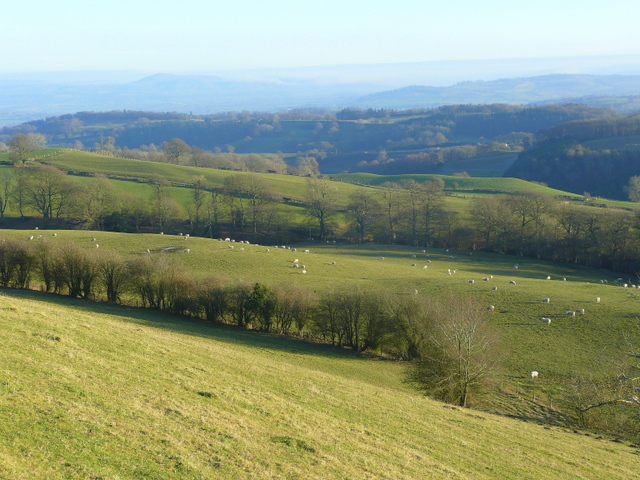

قانون الأراضي الإنجليزية هو قانون الملكية العقارية في إنجلترا وويلز. نظرًا لأهمية الأرض التاريخية والاجتماعية العريقة، عادةً ما تُعتبر الجزء الأكثر أهمية في قانون الملكية الإنجليزية، حيث تعود ملكية الأرض إلى النظام الإقطاعي الذي أنشأه وليام الفاتح بعد عام 1066، ومع تضاؤل الوجود الأرستقراطي تدريجيًا، أصبح عدد كبير من المالكين في سوق نشط للعقارات. مصادر القانون الحديث مُستمدّة من المحاكم القديمة للقانون العام والمساواة، والتي تشمل تشريعات مثل قانون الملكية لعام 1925، وقانون الأراضي المستقرّة لعام 1925، وقانون رسوم الأراضي لعام 1972، وقانون صناديق الأملاك وتعيين الأمناء لعام 1996، وقانون تسجيل الأراضي لعام 2002. يتضمن قانون الأراضي الإنجليزي -في جوهره- اكتساب ومضمون وأولوية الحقوق والالتزامات بين الأشخاص ذوي المصالح في الأرض. امتلاك حق الملكية في الأرض، خلافًا للحق التعاقدي أو بعض الحقوق الشخصية الأخرى، أمر مهم لأنه يخلق امتيازات على مطالبات الآخرين، خاصة إذا بيعت الأرض أو أصبح الحائز مُعسَرًا أو عند المطالبة بسُبُل الإصلاح المختلفة، والأداء المحدد في المحكمة.
يتعلق المحتوى التقليدي لقانون الأراضي الإنجليزية بحقوق الملكية المستمدة من القانون العام ومن أنظمة المساواة والتسجيل. عادة، يتم الحصول على ملكية الأرض من خلال عقد بيع، ولإتمام عملية الشراء يجب على المشتري تسجيل مصلحته رسميًا في سجل سمو الأمير للأراضي (HM Land Registry). وهناك أنظمة مماثلة تعمل في اسكتلندا وأيرلندا الشمالية. ما زالت نحو 15% من الأراضي في إنجلترا وويلز غير مسجلة، لذا تُحدد المنازعات المتعلقة بالملكية وفقًا للمبادئ التي وضعتها المحاكم.
تنطبق حقوق الإنسان على الجميع، شأنها في ذلك شأن الحق في الحياة الأسرية والمسكن وذلك بموجب المادة 8 من البروتوكول الأوروبي، وكذلك الحق في التمتع السلمي بالممتلكات بموجب المادة 1 من البرتوكول الأول، على الرغم من أن الأمثلة على حقوق الإنسان التي أحبطت اعتماد مالك الأرض على حقوق الملكية أمر نادر الحدوث. بصرف النظر عن عقود البيع، فقد يكتسب الناس منافع من الأرض عن طريق المساهمات في سعر شراء المنزل، أو في الحياة الأسرية، إذا تمكنت المحاكم من العثور على دليل على نية مشتركة بضرورة حدوث ذلك.
يعترف القانون «بالائتمان الحكمي» أو «الثقة البنّاءة» على الممتلكات، وبتقدير المنافع الاجتماعية للناس في منازلهم، كما هو الحال في عقد الإيجار الذي تقل مدته عن 7 سنوات، فإنه لا يلزم تسجيلها. ثالثًا، يمكن للناس الحصول على الأرض من خلال الملكية المسجلة، وإذا حصل شخص ما على تأمين بأنه سيحصل على ممتلكات -ويعتمد هذا الأمر على حسابه- فقد تعترف المحكمة بذلك. رابعًا، تتيح الحيازة السلبية للأشخاص الذين يمتلكون الأرض، دون اعتراض رسمي من المالك، على الرغم من صعوبة تحقيق ذلك الآن فيما يتعلق بحق الملكية المسجّل. يمكن للعديد من الأشخاص الانتفاع بالأرض، ويمكن استخدامها بطرق متعددة، كما يمكن أن يكون هناك مالك حر واحد، أو يمكن للناس امتلاك الأرض بشكل مشترك. ينظم القانون عن كثب الظروف التي يجوز لكل منهم فيها قطع أو بيع حصته. عقود الإيجار، وإلى حد ما التراخيص، تُخصص استخدام الأراضي لأصحابها الجدد لفترة من الزمن، وعادة ما تُستخدم الرهون العقارية وغيرها من أشكال الفائدة الضمانية لمنح المقرِضين الحق في الاستيلاء على الممتلكات في حالة عدم سداد المدين للقرض. تتضمن عمليات الارتفاق والعهود حقوقًا وواجبات بين الجيران، فعلى سبيل المثال يكون بالإتفاق على أن الجار لن يبني على قطعة الأرض، أو يمنح حق شق طريق.

## حقوق الملكية والتسجيل
يعتمد قانون الأراضي الإنجليزية على ثلاثة مصادر رئيسية لتحديد حقوق الملكية: القانون العام والمبادئ العادلة التي وضعتها المحاكم، ونظام تسجيل الأراضي، ونظام مستمر للأراضي غير المسجلة. في البداية، منحت محاكم القانون العام والمساواة الأشخاصَ الذين يتمتعون بحقوق «الملكية» امتيازات مختلفة على الأشخاص الذين اكتسبوا مجرد حقوق «شخصية». لاقتناء الممتلكات على الأرض (كما هو الحال مع أي شيء آخر ذي قيمة)، فإنه على عكس العقد، على سبيل المثال، لاستخدامه يحتاج البائع والمشتري ببساطة إلى الموافقة على تمرير العقار، ثم اعتراف القانون بحق «الملكية» مع امتيازات مختلفة على الأشخاص الذين لديهم مطالبات «شخصية» بحتة. قد يتضمن أفضل شكل من أشكال الملكية الحيازة الحصرية، وعادةً ما يكون مُلزِمًا لأي شخص يحاول التدخل في استخدام المالك، لا سيما في حالات التعسّر، إذا باع أشخاص آخرون لهم مصلحة في الأرض حصتهم إلى طرف ثالث، أو في الحصول على تعويضات لفرض حق واحد.
قبل عام 1925، كان لا بد من إثبات حقوق الملكية في الأرض (خلافًا لما سبق، مثل أسهم الشركة) في سندات الملكية الورقية. لذلك كان يُعتقد أن وجود نظام لتسجيل الأراضي أمر مرغوب فيه، بحيث تكون حقوق الناس على الأرض مؤكّدة، ويكون النقل أبسط وأرخص. لذلك، بدأ نظام الأرض الثاني بقانون تسجيل الأراضي لعام 1925، وأعيدت صياغة القواعد في قانون تسجيل الأراضي لعام 2002. فبدلًا من سندات الملكية الورقية التي تحدد حقوق ملكية الأشخاص في الأرض، كانت الإدخالات في السجل هي المصدر الذي يحدد حقوق ملكية الأشخاص. ومع ذلك، لم يكن من المتوقع تسجيل العديد من حقوق الملكية، لا سيما المطالبات الاجتماعية التي ناشد بها الناس فيما يخصّ منازل الأسرة، أو عقود الإيجار القصيرة. علاوة على ذلك، لم يكن من الضروري تسجيل جميع الأراضي، ولكن عندما صارت معاملات الأرض رسمية أصبح التسجيل إلزاميًا. وهذا يعني أنه بحلول عام 2013 تم تسجيل 88% من الأراضي أو 126,000 كيلومتر مربع في سجل سموّ الأمير للأراضي (HM Land Registry). ظل هناك نظام ثالث لتنظيم الأراضي للـ 12% المتبقية من الأراضي غير المسجلة. وعلى الرغم من تعديله بعض الشيء عن طريق التشريعات، ظل هذا النظام لتحديد حقوق الملكية والنزاعات يشبه إلى حد كبير القانون العام والمساواة القديم.